# Войник (филм)
„Войник“ (на английски: Soldier) е американски научнофантастичен екшън филм от 1998 г. на режисьора Пол Уилям Скот Андерсън, сценарият е на Дейвид Уеб Пипълс и участват Кърт Ръсел, Джейсън Скот Лий, Джейсън Айзъкс, Кони Нилсен, Майкъл Чиклис, Шон Пъртуи и Гари Бюси. Премиерата излиза по кината в Съединените щати на 23 октомври 1998 г., филмът се разпространява от „Уорнър Брос“.